# Мария фон Цолерн-Нюрнберг
Мария фон Цолерн-Нюрнберг (на немски: Maria von Zollern-Nürnberg; * ок. 1249 в Нюрнберг; † 25 ноември 1298 или 28 март 1299) от род Хоенцолерн е бургграфиня от Нюрнберг и чрез женитба графиня на Йотинген в Швабия, Бавария.
Тя е дъщеря на бургграф Фридрих III фон Нюрнберг († 1297) и първата му съпруга Елизабет фон Андекс-Мерания († 1272) от Андекска династия, дъщеря наследник на херцог Ото I от Мерания († 1234) и пфалцграфиня Беатрис II Бургундска († 1231). Майка ѝ Елизабет фон Андекс-Мерания е правнучка на император Фридрих Барбароса. Баща ѝ Фридрих III фон Нюрнберг се жени втори път 1275 г. за принцеса Хелена от Саксония († 1309).
Мария фон Цолерн-Нюрнберг умира преди 28 март 1299 г. и е погребана в манастир Хайлсброн.

## Фамилия
Мария фон Цолерн-Нюрнберг се омъжва пр. 28 юли 1263 г. за граф Лудвиг V фон Йотинген (* ок. 1240/1245; † 9 ноември 1313), син на граф Лудвиг III фон Йотинген († 1279) и графиня Аделхайд фон Хиршберг († 1274). Те имат седем деца:
- Лудвиг VI (* пр. 1288, † 29 септември 1346 във Вайтра), граф на Йотинген, женен I. пр. 3 март 1313 г. за Агнес фон Вюртемберг († 18 януари 1317), II. на 26 април 1319 г. в Баден за Юта фон Хабсбург († март 1329)
- Лудвиг VII († 23 – 24 април 1334), в орден в Ердлинген
- Фридрих I (* 1266, † 5 ноември 1311/3 март 1313), граф на Йотинген, женен пр. 2 февруари 1291 г. за Елизабет фон Дорнберг († 1309/1311)
- София († сл. 30 януари 1311), омъжена пр. 29 април 1291 г. за граф Гебхард VI фон Хиршберг († 1305), син на граф Гебхард IV фон Хиршберг-Зулцбах († 1275) и принцеса София Баварска († 1289)
- Елизабет († сл. 30 януари 1333), омъжена на 1 май 1313 г. за Конрад фон Хоенлое-Вайкерсхайм (* ок. 1270, † 1329), син на Крафт I фон Хоенлое-Вайкерсхайм († 1312) и Вилиберг фон Вертхайм († 1279)
- Конрад († ок. 2 юни 1324), провост в „Св. Гумперт“ в Ансбах-Фойхтванген
- Фридрих († сл. 4 юни 1319), архидякон във Вюрцбург, погребан в Ердлинген

Лудвиг V фон Йотинген се жени втори път за неизвестна.